# Darja Kocábová
Darja Kocábová (rozená Myslivečková, 7. ledna 1931 Praha – 3. března 2023) byla česká psycholožka a psychoterapeutka, manželka evangelického faráře Alfréda Kocába a matka sourozenců Michaela Kocába a spisovatelky Magdaleny Westman.

## Životopis a kariéra
Narodila se v Praze a v době jejích čtyř let se rodina stěhovala do Újezda nad Lesy, kde prožili celou válku. Absolvovala Reálné gymnázium Charlotty G. Masarykové v Dušní ulici na Starém Městě a chtěla studovat medicínu. Navštěvovala újezdský Sokol, ve kterém poznala několik známých psychologů, což ji nasměrovalo do budoucna. Přihlásila se na obor psychologie-filosofie.
Po maturitě se seznámila s Alfrédem Kocábem, jenž ji ovlivnil svým příklonem k Českobratrské církvi evangelické. Odmítla vstoupit do Svaz české mládeže (SČM). Roku 1952 se vdala. Po různých praxích se jejím prvním působištěm stal Zvláštní domov pro děti s mentálním postižením v Hodkově u Zbraslavic. Po umístění Alfréda Kocába ve Zruči nad Sázavou (1955–1960) pracovala v internátní zvláštní škole a dětském domově u Zruče. Dále působili v Chodově u Karlových Varů (1960-1969). V Karlových Varech pracovala na klinice na oddělení dětské psychiatrie. Kromě působnosti v dětských a diagnostických domovech se začíná zajímat o psychoterapii. Zde[kde?] také působila jako soudní znalkyně v oboru psychiatrie. Se Zdeňkem Matějčkem spolupracovala na zřizování SOS vesniček.
Roku 1968 se vrátila z dovolené ve Francii. V Chodově prožila s manželem i okupaci sovětskými a východoněmeckými vojsky. Pak se s manželem přesunuli do Mladé Boleslavi (1969–1974). Zde pracovala na dětském a dorostovém oddělení psychiatrie. Současně s tím působila v poradním odboru Českobratrské církve evangelické pro mládež. Organizovala s manželem pobyty pro mládež: jednou za půl roku velké shromáždění, jednou za měsíc pak intenzivní soustředění s duchovním i psychoterapeutickým programem. To se nelíbilo Státní bezpečnosti (StB) stejně jako fakt, že nepodepsala souhlas s pomocí bratrských vojsk. Dostala umístěnku do archivu, nicméně na přímluvu profesora Jana Dobiáše směla po roce 1973 zůstat na mužském oddělení Psychiatrické léčebny v Kosmonosích pro pacienty s těžkými psychózami. Kocábová zde kromě praxe na příjmovém oddělení zavedla individuální i skupinovou terapii (1972–1980 výcvik ve skupinové psychoterapii), arteterapii, muzikoterapii, autogenní trénink a další. Tyto metody si musela v prostředí tehdejšího lékařství sama prosadit. Později byla jmenována vedoucí komunity. Roku 1987 pod záštitou kosmonoské léčebny zřídila tzv. denní sanatorium i s výjezdními terapeutickými skupinami. Po sametové revoluci organizovala i léčebné zájezdy k moři do Chorvatska, Řecka i Španělska.
Později[kdy?] byla jmenována lektorkou a supervizorkou v různých odborných společnostech.